# Alt-J
Alt-J (stilizat ca alt-J) este o trupă engleză de indie rock formată în 2007 în Leeds, de Joe Newman (chitară / voce), Thom Sonny Green (baterie), Gus Unger-Hamilton (keyboards / voce) și Gwil Sainsbury (chitară / chitară bas). 
Albumul de debut al trupei An Awesome Wave a fost lansat în mai 2012 în Europa, iar în septembrie 2012 în Statele Unite, și a câștigat premiul britanic Mercury 2012. Gwil Sainsbury a părăsit formația pe cale amiabilă la începutul anului 2014. Al doilea album, This Is All Yours, a fost lansat pe 22 septembrie 2014 și a ajuns direct numărul unu în Marea Britanie. Ca înlocuitor pentru Sainsbury, Cameron Knight a devenit membru de sprijin pentru show-urile live ale lui Alt-J, cântând la chitară, bas și sampler. În 2017, trupa a lansat cel de-al treilea album de studio, Relaxer, și cântă în prezent ca trio.

## Nume
Simbolul formației este litera delta, Δ, care este folosită în multe domenii tehnice pentru a indica o schimbare sau o diferență. Utilizarea lui Δ se bazează pe secvența de taste folosită pentru a-l genera pe un computer Apple Mac: Alt + J.
Coperta albumului de debut al trupei An Awesome Wave arată o vedere deasupra celei mai mari delte fluviale din lume, Gange. Alt-J a fost cunoscut anterior ca „Daljit Dhaliwal” și apoi „Films”, dar ulterior au fost forțați să se schimbe în „Alt-J”, deoarece o trupă americană numită „The Films” exista deja.

## Personal
| Membri actuali - Joe Newman – chitară, bas, prima voce (2007–present) - Thom Sonny Green – baterie (2007–present) - Gus Unger-Hamilton – keyboards, voce (2007–present) | Turnee - Cameron Knight – chitară, bas, sampler (2014–2016) În trecut - Gwil Sainsbury – chitară, bas (2007–2014) |

## Discografie
Albume de studio
- An Awesome Wave (2012)
- This is All Yours (2014)
- Relaxer (2017)
- The Dream (2022)